# Friesenheim (Ortenaui járás)
Friesenheim település Németországban, azon belül Baden-Württembergben. Lakosainak száma 14 023 fő (2023. december 31.).

## Népesség
A település népessége az elmúlt években az alábbi módon változott:
| Lakosok száma | 9148 | 9749 | 9947 | 10 136 | 10 190 | 11 991 | 12 476 | 12 629 | 12 568 | 14 023 |
|               | 1961 | 1967 | 1974 | 1980   | 1987   | 1993   | 2000   | 2006   | 2013   | 2023   |